# Procandea peruensis
Procandea peruensis är en insektsart som beskrevs av Young 1968. Procandea peruensis ingår i släktet Procandea och familjen dvärgstritar. Inga underarter finns listade i Catalogue of Life.